# Rezerwat przyrody Mechacz Wielki
Rezerwat przyrody Mechacz Wielki – rezerwat torfowiskowy położony w województwie warmińsko-mazurskim, w gminie Gołdap, w nadleśnictwie Gołdap. Został utworzony w 1974 roku i zajmuje powierzchnię 146,72 ha. Celem ochrony rezerwatu jest zachowanie torfowiska wysokiego wraz z borem bagiennym i stanowiskami wielu rzadkich gatunków roślin. 
Rezerwat znajduje się w Puszczy Rominckiej, na terenie Parku Krajobrazowego Puszczy Rominckiej. Jego środkową część zajmuje torfowisko wysokie porośnięte niską karłowatą sosną. W rzadkiej słabo wykształconej warstwie krzewów występuje pojedynczo świerk, brzoza omszona i podrost sosny. W runie dominuje wełnianka pochwowata, modrzewnica zwyczajna, żurawina błotna, mniej licznie występuje rosiczka okrągłolistna, żurawina drobnolistkowa, bażyna czarna, malina moroszka. W obrębie torfowiska wysokiego, reprezentującego zespół Sphagnetum magellanici, występują niewielkie płaty zespołów torfowisk mszysto-turzycowych: turzycy bagiennnej i przygiełki białej. Na obwodzie torfowiska występują płaty boru bagiennego, świerczyny na torfach oraz olsu.